# 두릉산성
두릉산성(豆陵山城)은 대한민국 충청남도 청양군 정산면에 있는 백제의 산성이다. 두릉이성이라고도 한다. 1984년 5월 17일 충청남도의 문화재자료 제156호로 지정되었다.

## 개요
청양군 정선면 계봉산에 있는 이 산성은 두릉윤성 또는 계봉산성이라고 한다. 『동국여지승람』에 계봉산성은 돌로 쌓은 성으로, 성의 둘레가 1,200척이라고 기록되어 있다. 백곡리 백실부락 뒷쪽에 높게 솟은 2개의 산봉우리 정상에, 약 540m에 이르는 성벽이 자연 지형을 따라 둘러쌓여 있다. 이 산성은 백제의 수도 사비성 북방에 있어, 국토 방위에 중요한 역할을 한 산성으로, 백제 멸망 후 그 유민들의 부흥운동 근거지가 되기도 하였다.

## 참고 자료
- 두릉산성(두릉이성) - 국가유산청 국가유산포털